# Tetrabucle

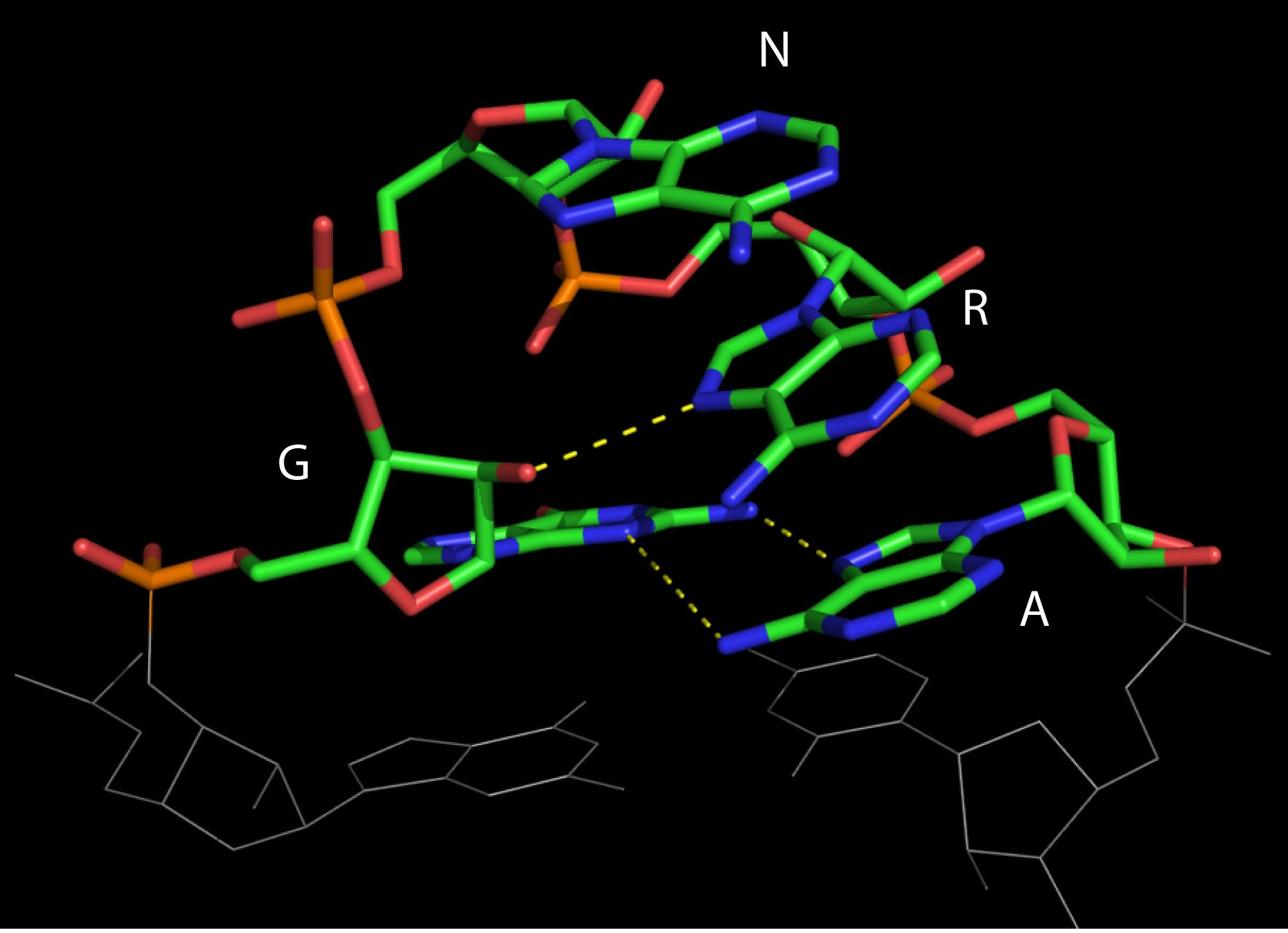
Estructura de un tetrabucle de GRNA de un intrón autoayustable del grupo I.

Un tetrabucle es un motivo estructural del tipo "bucle en horquilla" formado por cuatro bases, que se presenta en la estructura secundaria del ARN, donde puede encapuchar muchas doble hélices. Hay tres tipos de tetrabucles comunes en el ARN ribosomal: GRNA, UNCG y CUUG. El tetrabucle GRNA posee un par de bases guanina-adenina donde la guanina se encuentra en dirección 5' en relación con la hélice y la adenina en la dirección 3'. Los tetrabucles con la secuencia UMAC poseen esencialmente el mismo esqueleto que el tetrabucle GRNA, pero puede ser menos afín a formar interacciones del tipo tetrabucle-receptor. Por lo tanto puede haber mejores elecciones para acercar extremos cuando se diseñan ARNs artificiales.